# Ulrich Noller
Ulrich Noller (* 8. Februar 1950) ist ein deutscher Politiker (Bündnis 90/Die Grünen).
Noller ist von Beruf Maschinenbautechniker und lebt in Ölbronn-Dürrn. Im Januar 1992 rückte er für Gerd Schwandner in den Landtag von Baden-Württemberg nach, war dort jedoch aufgrund der zu Ende gehenden Wahlperiode nur noch für wenige Monate Mitglied. Noller war der Stellvertreter Schwandners, der das Zweitmandat im Landtagswahlkreis Enz gewann.